# 沈譓 (宣德進士)
沈譓（1397年—？），直隸蘇州府常熟縣人，民籍。明朝政治人物。進士出身。

## 生平
宣德四年（1429年）應天府鄉試第一名舉人。宣德八年（1433年）癸丑科會試第八十二名，殿試登進士第二甲第十五名。

## 家族
曾祖父沈慶。祖父沈義。父亲沈彥皐。